# 台吉街道
台吉街道，是中华人民共和国辽宁省朝阳市北票市下辖的一个乡镇级行政单位。

## 行政区划
台吉街道下辖以下地区：
舍宅社区、二工村社区、金山社区、新兴社区和大井社区。